# Stephen Barton
 (février 2019).
Si vous disposez d'ouvrages ou d'articles de référence ou si vous connaissez des sites web de qualité traitant du thème abordé ici, merci de compléter l'article en donnant les références utiles à sa vérifiabilité et en les liant à la section « Notes et références ».
Pour les articles homonymes, voir Barton.
Stephen Barton est un compositeur américain à New York, en Grande-Bretagne, le 17 septembre 1982. Sa carrière a été lancée par Paul Leonard-Morgan et John Powell.
En 2024, son travail pour le jeu vidéo Star Wars Jedi: Survivor est reconnu comme Musique de l'Année aux GANG Awards.

## Filmographie

### Cinéma

#### Longs métrages
- 2003 : Urk d'Andrew Berends (documentaire)
- 2005 : The Blood of My Brother: A Story of Death in Iraq d'Andrew Berends (documentaire)
- 2005 : Mrs. Palfrey at the Claremont de Dan Ireland
- 2009 : The Six Wives of Henry Lefay de Howard Michael Gould
- 2009 : Exam de Stuart Hazeldine
- 2009 : Jennifer's Body de Karyn Kusama
- 2012 : Dino Time de Yoon-suk Choi et John Kafka
- 2013 : Line of Duty de Bryan Ramirez
- 2014 : One Square Mile de Charles-Olivier Michaud
- 2014 : Last Weekend de Tom Dolby et Tom Williams
- 2015 : Madina's Dream de Andrew Berends  (documentaire)
- 2017 : Conspiracy (Unlocked) de Michael Apted

#### Courts métrages
- 2005 : Confessions of a Late Bloomer de Jen McGowan
- 2007 : Matters of Life and Death de Joseph Mazzello (cocompositeur avec Kevin Blumenfeld)
- 2007 : Lullaby de Kevin Markwick

### Télévision

#### Séries télévisées
- 2009 : G.I. Joe: Resolute (11 épisodes)
- 2012 : Motorcity (16 épisodes)
- 2013 : Liquid TV (épisode pilote, segment "Disco Destroyer")
- 2015-2018 : Niko et L'épée de Lumière (Niko and the Sword of Light) (19 épisodes)
- 2017-2018 : 12 Monkeys (co-compositeur avec Paul Linford sur la saison 1 et 2) (16 épisodes)

### Musiques additionnelles
- 2003 : Sinbad - la légende des sept mers de Tim Johnson (musique de Harry Gregson-Williams) (musiques additionnelles)
- 2004 : Shrek 2 d'Andrew Adamson (musique de Harry Gregson-Williams) (musiques additionnelles)
- 2004 : Team America, police du monde de Trey Parker (musique de Harry Gregson-Williams) (musiques additionnelles)
- 2004 : Bridget Jones : L'Âge de raison de Beeban Kidron (musique de Harry Gregson-Williams) (musiques additionnelles)
- 2004 : Return to Sender de Bille August (musique de Harry Gregson-Williams) (musiques additionnelles)
- 2004 : Man on Fire de Tony Scott (musique de Harry Gregson-Williams) (chef d'orchestre, arrangements, programmation)
- 2005 : Kingdom of Heaven de Ridley Scott (musique de Harry Gregson-Williams) (musiques additionnelles)
- 2005 : Le Monde de Narnia : Le Lion, la Sorcière blanche et l'Armoire magique d'Andrew Adamson (musique de Harry Gregson-Williams) (musiques additionnelles)
- 2006 : Déjà vu de Tony Scott (musique de Harry Gregson-Williams) (programmation)
- 2006 : Souris City de David Bowers (musique de Harry Gregson-Williams) (musiques additionnelles)
- 2006 : Seraphim Falls de David Von Ancken (musique de Harry Gregson-Williams) (musiques additionnelles)
- 2007 : Slipstream d'Anthony Hopkins (musique d'Anthony Hopkins) (arrangements)
- 2007 : Shrek le troisième de Chris Miller (musique de Harry Gregson-Williams) (musiques additionnelles)
- 2007 : Shrek the Halls de Gary Trousdale (court métrage TV) (musique de Harry Gregson-Williams) (musiques additionnelles)
- 2007 : Le Nombre 23 de Joel Schumacher (musique de Harry Gregson-Williams) (programmation)
- 2008 : Le Monde de Narnia : Le Prince Caspian d'Andrew Adamson (musique de Harry Gregson-Williams) (musiques additionnelles)
- 2014 : Le Monde Perdu: Les Aventures De Teddy Flood de Barry Cook (musique de Paul Leonard-Morgan et John Powell) (musique additionnelles)

## Jeux vidéo
- 2007 : Call of Duty 4: Modern Warfare
- 2013 : TitanFall de Respawn Entertainment
- 2016 : TitanFall 2 de Respawn Entertainment
- 2019 : Apex Legends de Respawn Entertainment
- 2019 : Star Wars Jedi: Fallen Order de Respawn Entertainment
- 2020 : Watch Dogs: Legion de Ubisoft
- 2023 : Star Wars Jedi: Survivor de Respawn Entertainment